# Percy Moran (Maler)

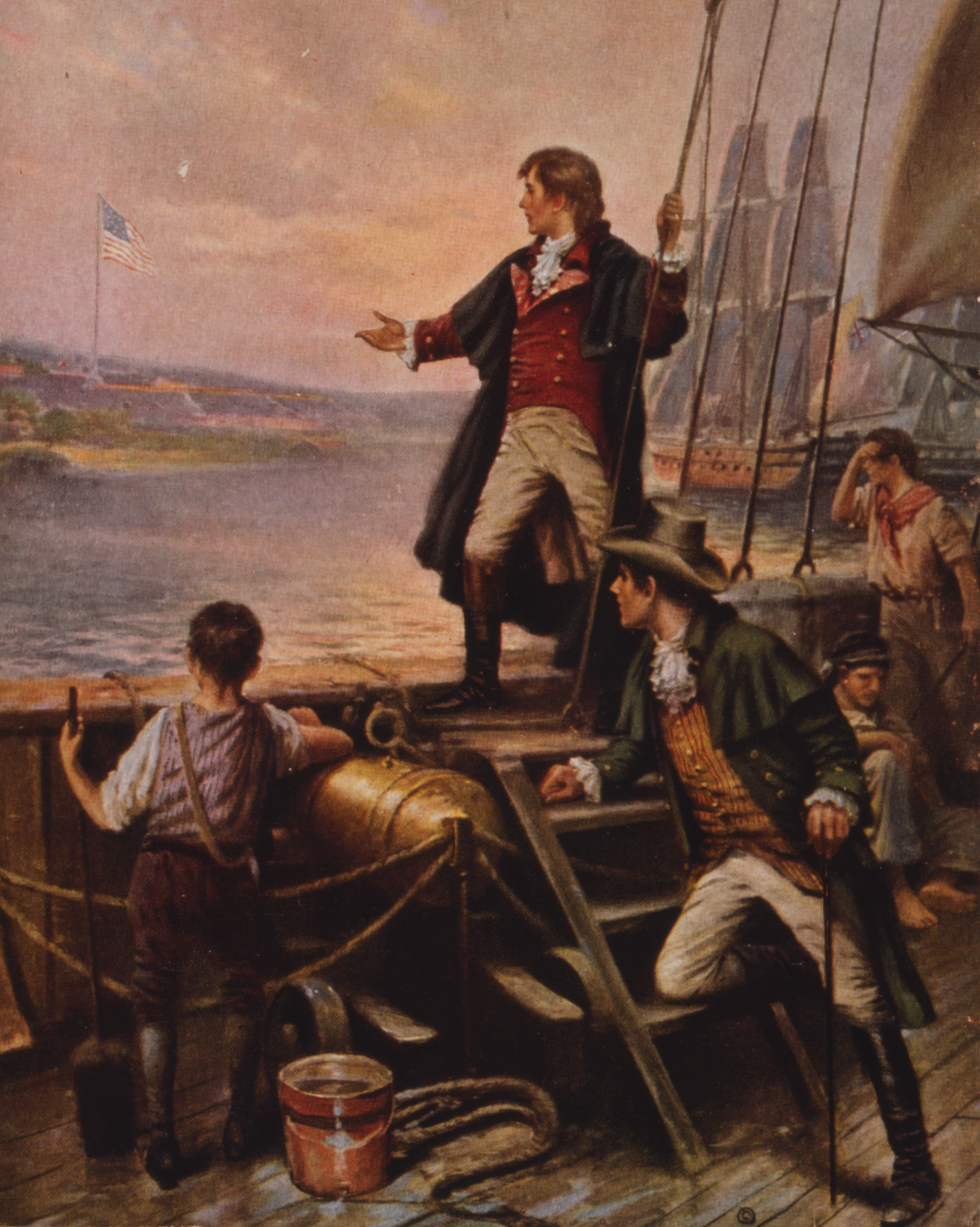
Francis Scott Key, auf einem Schiff stehend

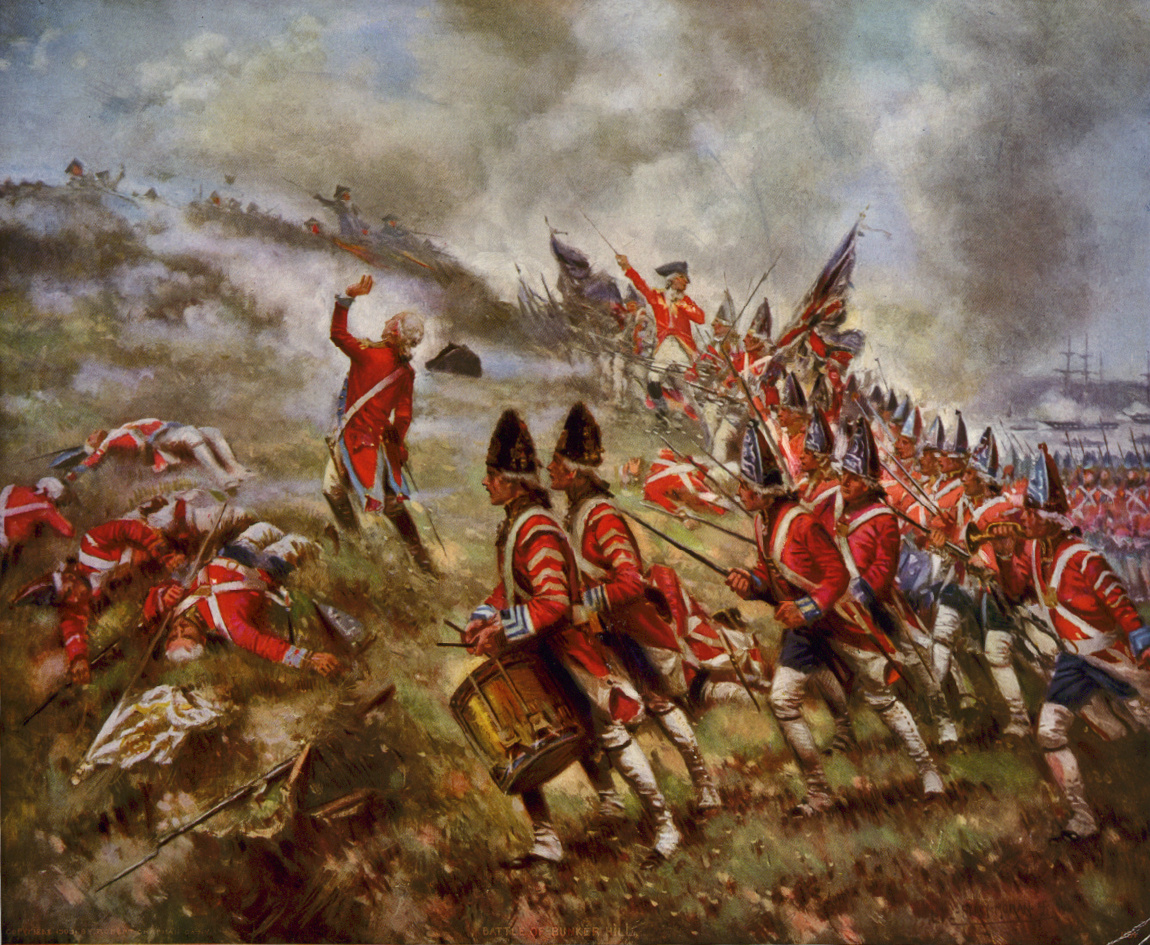
Die Schlacht von Bunker Hill

Edward Percy Moran (* 29. Juli 1862 in Philadelphia, Pennsylvania; † 25. März 1935 in Bronx, New York City) war ein amerikanischer Maler. Er war hauptsächlich bekannt für seine Szenen aus der nordamerikanischen Geschichte.
Er wurde in Philadelphia als Sohn von Edward Moran geboren, Er lernte erst bei seinem Vater und dann an der Pennsylvania Academy of the Fine Arts und der National Academy of Design.